# Melissodes colliciata
Melissodes colliciata är en biart som beskrevs av Cockerell 1910. Melissodes colliciata ingår i släktet Melissodes och familjen långtungebin. Inga underarter finns listade i Catalogue of Life.